# 陳慶雲 (空軍軍人)
陳 慶雲（ちん けいうん、陈庆云）は、中華民国空軍の軍人。字は天游。

## 経歴
3歳の時に両親と一緒に日本に移住。1914年、中華革命党に参加。1915年4月、梅屋庄吉の支援で滋賀県神崎郡八日市町冲野原（現：東近江市）に設立された中華革命党航空学校に入り、坂本寿一、星野米蔵らから飛行技術を学ぶ。のち、孫文と廖仲凱の推薦で陳沢景とともに渡米、国民党アメリカ総支部（國民黨美洲支部）支部長の林森が設立したカリフォルニア州レッドウッドシティの美州航空学校（校長：黄伯耀）にて更に技術を磨く。同学に張恵長、葉少毅ら。
1917年、中国に帰国し、空軍創設に参加。1918年4月、大元帥府参軍処副官。1920年9月26日、張恵長、楊仙逸らと2機（3機とも）で観音山の広東督軍・莫栄新公署を爆撃し、宣伝ビラを撒く。莫栄新の敗走中、水上機仕様のカーチス JN-4 ジェニーを操縦し張恵長のカーチス モデルH-16とともに西江一帯を偵察。
1922年2月、航空局（局長：朱卓文）第2航空隊隊長。4月、北伐が開始されると、張恵長とともに蔡司度ら5名のパイロットと整備要員を率い、航空機7機（のち1機事故により喪失、パイロットの陳芸も死亡）で戦線に派遣され、北伐大本営のある韶関や、南雄で北上作戦を支援。6月にはさらに江西省赣州に展開するも、広州で留守を守っていた陳炯明が反旗を起こす。陳らは広東省に戻り、韶関、大塘、火山、馬壩鎮などの陳炯明軍の陣地に射撃や爆撃を敢行、一時的に陳炯明軍を動揺させるも再び押し返された。陳ら航空隊は補給を絶たれて孤立し、やむなく全機を多塘舗飛行場（浸潭鎮大塘舗のことか）に集め焼却処分した。
1924年、広東航空学校総教官。
1927年6月、広東航空学校教育長。
1928年3月26日、第8路軍航空処（処長：張恵長）副処長。
1929年1月、虎門要塞司令兼広東海軍副司令。
1929年9月、中華航空協進第2回全国代表大会監察委員。
1930年2月12日、中山県訓政実施委員会委員。
1931年、広東省政府委員兼広州市公安局長。その後、広州政府を離脱し中央空軍に参加。1934年5月、航空委員弁公庁主任兼航空教導総隊隊長。
1935年9月4日、空軍上校。
1936年2月25日、中央航空学校校長。
1936年5月、航空委員会委員。
両広事変後の1936年8月、駐粤空軍第一路指揮官として広東空軍の接収を担う。
1937年3月30日、中央航空学校校長。
1938年4月、空軍軍官学校教育長。
1938年、空軍募款委員会主任。
1939年5月、航空委員会参事室主席参事。
1940年5月25日、空軍少将。
1941年4月、航空委員会委員兼参事室主席参事。
1941年、国民党中央海外部部長兼中国航空建設協会常務委員。
1949年に海外部長を辞め軍政界から退出し、1966年、アメリカに移住。
1981年、ニューヨークで病死。

## 栄典
- 銀質獎章 1929年4月[19]
- 二等空軍復興栄誉勲章 1943年10月10日[20]